# Noyelles-lès-Vermelles
Pour les articles homonymes, voir Noyelles.
Noyelles-lès-Vermelles est une commune française située dans le département du Pas-de-Calais en région Hauts-de-France. Ses habitants sont appelés les Noyellois. La commune est membre de la communauté d'agglomération de Béthune-Bruay, Artois-Lys Romane.

## Géographie

### Localisation
Localisée dans l'est du département du Pas-de-Calais, Noyelles-lès-Vermelles est une commune de type ceinture urbaine située, à vol d'oiseau, à 7 km au sud-est de la commune de Béthune (chef-lieu d'arrondissement) et à 8 km au nord-ouest de la commune de Lens (aire d'attraction).
Le territoire de la commune est limitrophe de ceux de quatre communes.
Les communes limitrophes sont  Annequin, Cambrin, Mazingarbe et Vermelles.

### Géologie et relief
La superficie de la commune est de 2,53 km2 ; son altitude varie de 22  à   37 m.

### Hydrographie
Le territoire de la commune est situé dans le bassin Artois-Picardie.
La commune est traversée par deux cours d'eau :
- le Surgeon, un cours d'eau naturel non navigable de 14 km, qui prend sa source dans la commune de Bouvigny-Boyeffles et se jette dans le Canal d'Aire à La Bassée au niveau de la commune de Cuinchy[4] ;

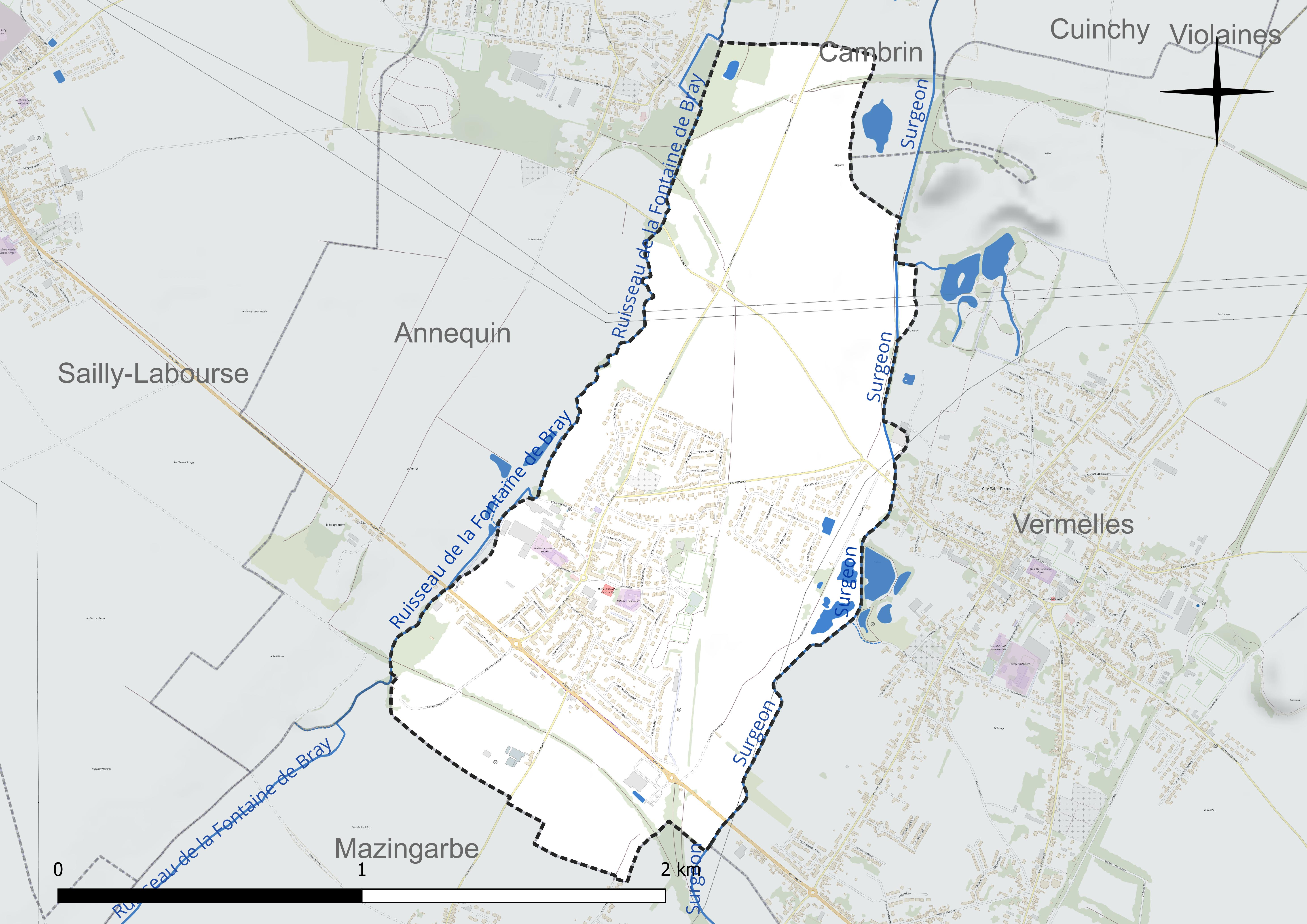
Réseau hydrographique de Noyelles-lès-Vermelles.

- le ruisseau de la Fontaine de Bray, un cours d'eau naturel de 12 km, qui prend sa source dans la commune d'Hersin-Coupigny et se jette dans le Canal d'Aire à La Bassée au niveau de la commune de Festubert[5].

### Climat
Pour des articles plus généraux, voir Climat des Hauts-de-France et Climat du Nord-Pas-de-Calais.
En 2010, le climat de la commune est de type climat océanique dégradé des plaines du Centre et du Nord, selon une étude du CNRS s'appuyant sur une série de données couvrant la période 1971-2000. En 2020, Météo-France publie une typologie des climats de la France métropolitaine dans laquelle la commune est exposée à un climat océanique et est dans une zone de transition entre les régions climatiques « Nord-est du bassin Parisien » et « Côtes de la Manche orientale ».
Pour la période 1971-2000, la température annuelle moyenne est de 10,4 °C, avec une amplitude thermique annuelle de 14,2 °C. Le cumul annuel moyen de précipitations est de 711 mm, avec 12,1 jours de précipitations en janvier et 8,7 jours en juillet. Pour la période 1991-2020, la température moyenne annuelle observée sur la station météorologique la plus proche, située sur la commune de Lillers à 19 km à vol d'oiseau, est de 11,1 °C et le cumul annuel moyen de précipitations est de 731,5 mm,. Pour l'avenir, les paramètres climatiques de la commune estimés pour 2050 selon différents scénarios d'émission de gaz à effet de serre sont consultables sur un site dédié publié par Météo-France en novembre 2022.

### Milieux naturels et biodiversité

#### Espaces protégés et gérés
La protection réglementaire est le mode d’intervention le plus fort pour préserver des espaces naturels remarquables et leur biodiversité associée.
Dans ce cadre, la commune fait partie de deux espaces protégés : 
- l'argilière d'Annequin, d'une superficie de 5,581 ha. Terrain géré (location, convention de gestion) par le Conservatoire d'espaces naturels des Hauts-de-France[13] ;
- le terril de Mazingarbe d’une superficie de 11,645 ha. Terrain acquis (ou assimilé) et géré par le Conservatoire d'espaces naturels des Hauts-de-France[14].

#### Espèces faunistiques et floristiques
L’Inventaire national du patrimoine naturel (INPN) recense plusieurs espèces faunistiques et floristiques sur le territoire de la commune dont certaines sont protégées et d’autres menacées et quasi-menacées.

## Urbanisme

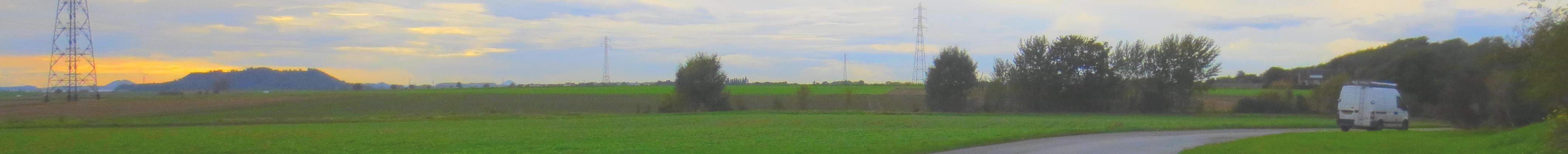
Une vue panoramique de Noyelles-les-Vermelles.

### Typologie
Au 1er janvier 2024, Noyelles-lès-Vermelles est catégorisée ceinture urbaine, selon la nouvelle grille communale de densité à sept niveaux définie par l'Insee en 2022.
Elle appartient à l'unité urbaine de Douai-Lens, une agglomération inter-départementale regroupant 67  communes, dont elle est une commune de la banlieue,,. Par ailleurs la commune fait partie de l'aire d'attraction de Lens - Liévin, dont elle est une commune de la couronne,. Cette aire, qui regroupe 50 communes, est catégorisée dans les aires de 200 000 à moins de 700 000 habitants,.

### Occupation des sols
L'occupation des sols de la commune, telle qu'elle ressort de la base de données européenne d’occupation biophysique des sols Corine Land Cover (CLC), est marquée par l'importance des territoires agricoles (67,3 % en 2018), en diminution par rapport à 1990 (79,9 %). La répartition détaillée en 2018 est la suivante : 
terres arables (62,8 %), zones urbanisées (32,5 %), prairies (4,4 %), mines, décharges et chantiers (0,2 %). L'évolution de l’occupation des sols de la commune et de ses infrastructures peut être observée sur les différentes représentations cartographiques du territoire : la carte de Cassini (XVIIIe siècle), la carte d'état-major (1820-1866) et les cartes ou photos aériennes de l'IGN pour la période actuelle (1950 à aujourd'hui).

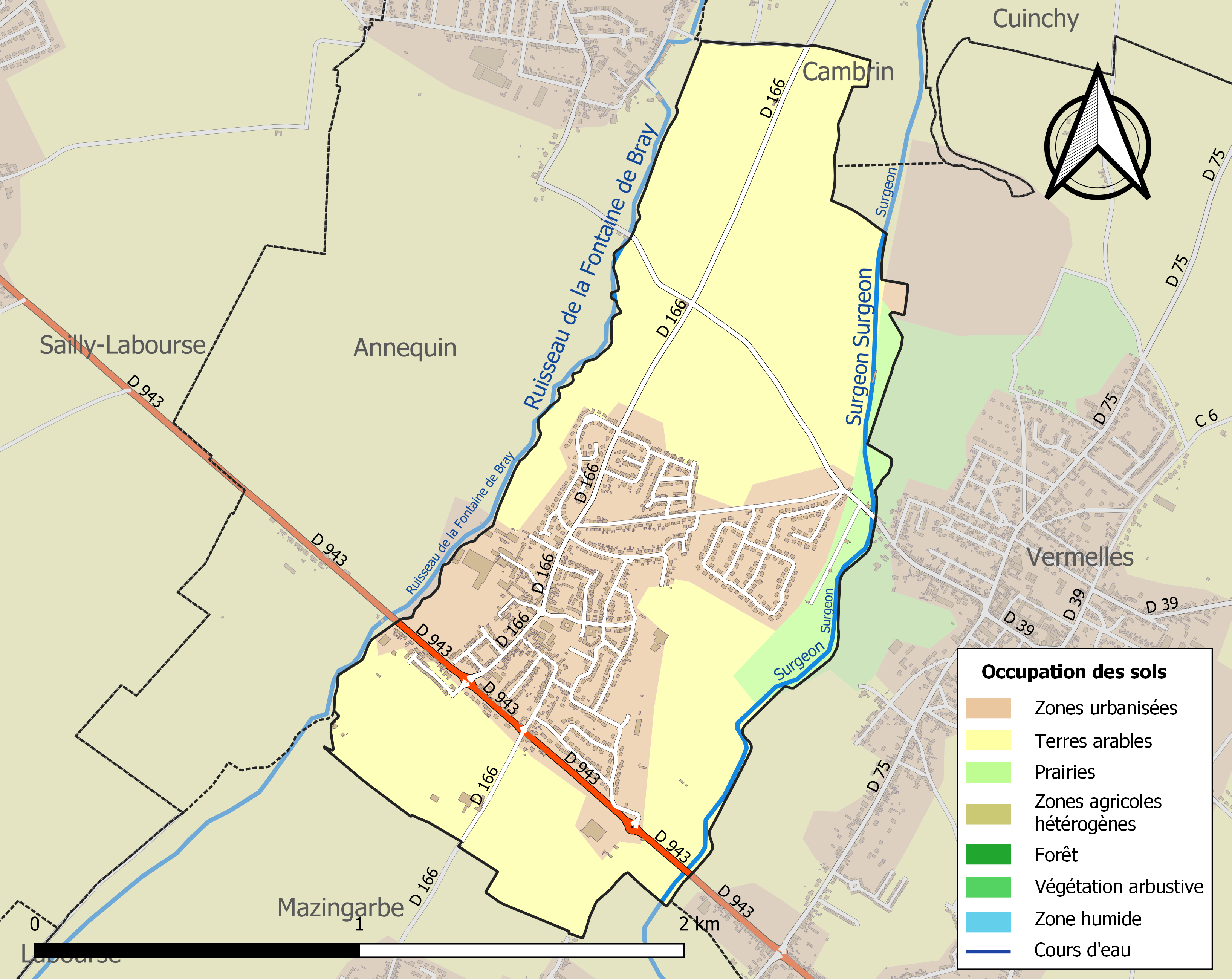
Carte des infrastructures et de l'occupation des sols de la commune en 2018 (CLC).

## Toponymie
Le nom de la localité est attesté sous les formes Nigella juxta Vermellam de 1154 à 1159 ; Nigella juxta Vermeles en 1300 ; Noielle-d’alès-Vermelle en 1355 ; Noielle-le-Vremelle en 1386 ; Noyelle-lez-Anequin en 1431 ; Noyella en 1424 ; Noyelles-le-Vermeilles en 1720 ; Noyelle au XVIIIe siècle ; Noyelles les Vermelles en 1793 ; Noyelles et Noyelles-lès-Vermelles depuis 1801.
Il s'agit d'un toponyme gaulois composé de *novio, latinisé en Nigella au IXe et Xe siècles (« neuf, nouveau » → voir Noyon) et *ialo- (« clairière, lieu défriché, essart » → voir Neuilly et Noailles).
La préposition « lez », d'usage vieilli (elle n'est guère plus rencontrée que dans les toponymes) permet de signifier la proximité d'un lieu géographique par rapport à un autre lieu. En règle générale, il s'agit d'une localité qui tient à se situer par rapport à une ville voisine plus grande. Par exemple, la commune de Noyelles indique qu'elle se situe près de Vermelles.

## Histoire

### Première Guerre mondiale (1914-1918)
La commune est décorée de la croix de guerre 1914-1918 par décret du 23 septembre 1920, distinction également attribuée à 276 autres communes du Pas-de-Calais.

## Politique et administration

### Découpage territorial
La commune se trouve dans l'arrondissement de Béthune du département du Pas-de-Calais.

#### Commune et intercommunalités
La commune est membre de la communauté d'agglomération de Béthune-Bruay, Artois-Lys Romane qui regroupe 100 communes et compte 275 327 habitants en 2021.

#### Circonscriptions administratives
La commune est rattachée au canton de Douvrin.

#### Circonscriptions électorales
Pour l'élection des députés, la commune fait partie de la douzième circonscription du Pas-de-Calais.

### Élections municipales et communautaires
Léon Copin, cadre de la fonction publique retraité, est fait chevalier de la Légion d’honneur en septembre 2013. Un article de La Voix du Nord de février 2019 indique qu'il fait partie des maires restés en poste le plus longtemps dans le Nord-Pas-de-Calais, ; le plus ancien en poste étant Maurice Widehen, maire de Bimont depuis février 1966.

#### Liste des maires
| Identité            | Période     | Période   | Durée             | Étiquette                                      |
| Identité            | Début       | Fin       | Durée             | Étiquette                                      |
| ------------------- | ----------- | --------- | ----------------- | ---------------------------------------------- |
| Omer Viré (d)       | 1919        | mai 1925  | 6 ans             |                                                |
| Henri Picquart (d)  | mai 1925    | 1959      | 34 ans            |                                                |
| Roland Salingue (d) | 1959        | 1963      | 4 ans             | Section française de l'Internationale ouvrière |
| Augustin Robin (d)  | 1963        | mars 1971 | 8 ans             |                                                |
| Léon Copin (d),     | mars 1971   | mai 2020  | 49 ans et 2 mois  | Parti socialiste                               |
| Bruno Traché (d),   | 28 mai 2020 | En cours  | 5 ans et 23 jours | Divers gauche                                  |

### Jumelages
La commune est jumelée avec :
| Ville | Ville       | Pays | Pays      | Période                   |
| ----- | ----------- | ---- | --------- | ------------------------- |
|       | Lomianki,   |      | Pologne   | depuis le 2 novembre 1990 |
|       | Waldenburg, |      | Allemagne | depuis 1969               |

## Équipements et services publics

### Espaces publics
La commune est labellisée « 3 fleurs » au concours des villes et villages fleuris.

## Population et société

### Démographie
Les habitants sont appelés les Noyellois.

#### Évolution démographique
L'évolution du nombre d'habitants est connue à travers les recensements de la population effectués dans la commune depuis 1793. Pour les communes de moins de 10 000 habitants, une enquête de recensement portant sur toute la population est réalisée tous les cinq ans, les populations de référence des années intermédiaires étant quant à elles estimées par interpolation ou extrapolation. Pour la commune, le premier recensement exhaustif entrant dans le cadre du nouveau dispositif a été réalisé en 2005.

En 2022, la commune comptait 2 278 habitants, en évolution de −5,36 % par rapport à 2016 (Pas-de-Calais : −0,72 %, France hors Mayotte : +2,11 %).
| 1793 | 1800 | 1806 | 1821 | 1831 | 1836 | 1841 | 1846 | 1851 |
| ---- | ---- | ---- | ---- | ---- | ---- | ---- | ---- | ---- |
| 171  | 147  | 156  | 178  | 198  | 210  | 220  | 210  | 230  |

| 1856 | 1861 | 1866 | 1872 | 1876 | 1881 | 1886 | 1891 | 1896 |
| ---- | ---- | ---- | ---- | ---- | ---- | ---- | ---- | ---- |
| 239  | 288  | 282  | 272  | 265  | 272  | 280  | 310  | 371  |

| 1901 | 1906 | 1911 | 1921 | 1926 | 1931 | 1936 | 1946 | 1954  |
| ---- | ---- | ---- | ---- | ---- | ---- | ---- | ---- | ----- |
| 411  | 453  | 468  | 362  | 489  | 518  | 510  | 518  | 1 059 |

| 1962  | 1968  | 1975  | 1982  | 1990  | 1999  | 2005  | 2006  | 2010  |
| ----- | ----- | ----- | ----- | ----- | ----- | ----- | ----- | ----- |
| 1 119 | 1 158 | 1 084 | 1 415 | 1 851 | 1 939 | 1 978 | 2 041 | 2 243 |

| 2015  | 2020  | 2022  | - | - | - | - | - | - |
| ----- | ----- | ----- | - | - | - | - | - | - |
| 2 401 | 2 297 | 2 278 | - | - | - | - | - | - |

#### Pyramide des âges
La population de la commune est relativement jeune.
En 2018, le taux de personnes d'un âge inférieur à 30 ans s'élève à 38,6 %, soit au-dessus de la moyenne départementale (36,7 %). À l'inverse, le taux de personnes d'âge supérieur à 60 ans est de 22,9 % la même année, alors qu'il est de 24,9 % au niveau départemental.
En 2018, la commune comptait 1 122 hommes pour 1 240 femmes, soit un taux de 52,50 % de femmes, légèrement supérieur au taux départemental (51,50 %).
Les pyramides des âges de la commune et du département s'établissent comme suit.
| Hommes | Classe d’âge | Femmes |
| ------ | ------------ | ------ |
| 0,7    | 90 ou +      | 1,5    |
| 3,6    | 75-89 ans    | 5,5    |
| 15,9   | 60-74 ans    | 18,4   |
| 18,6   | 45-59 ans    | 17,4   |
| 20,8   | 30-44 ans    | 20,2   |
| 16,0   | 15-29 ans    | 16,4   |
| 24,5   | 0-14 ans     | 20,6   |

| Hommes | Classe d’âge | Femmes |
| ------ | ------------ | ------ |
| 0,5    | 90 ou +      | 1,6    |
| 5,6    | 75-89 ans    | 8,9    |
| 16,7   | 60-74 ans    | 18,1   |
| 20,2   | 45-59 ans    | 19,2   |
| 18,9   | 30-44 ans    | 18,1   |
| 18,2   | 15-29 ans    | 16,2   |
| 19,9   | 0-14 ans     | 17,9   |

## Culture locale et patrimoine

### Lieux et monuments

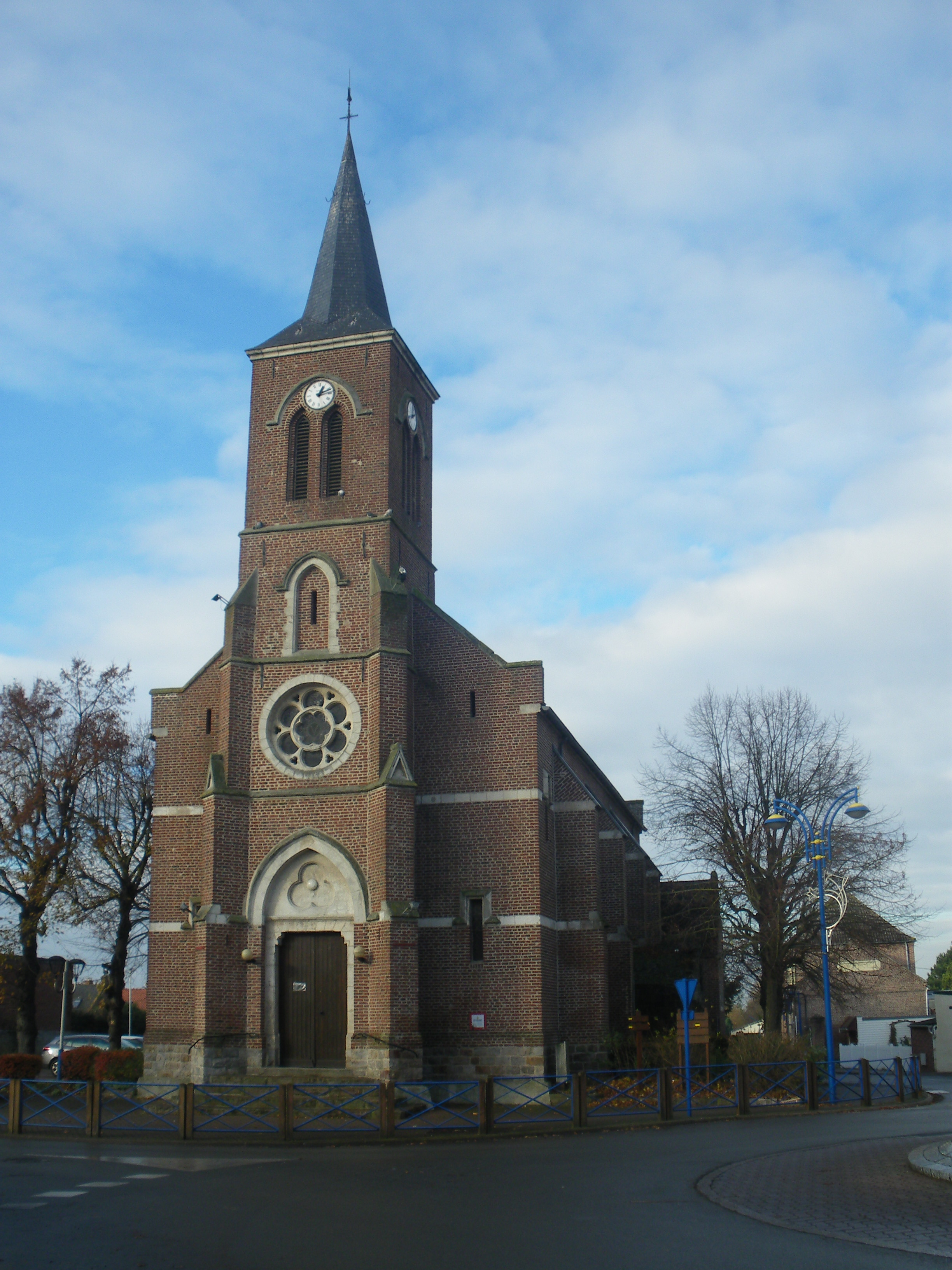
L'église Saint-Vaast.
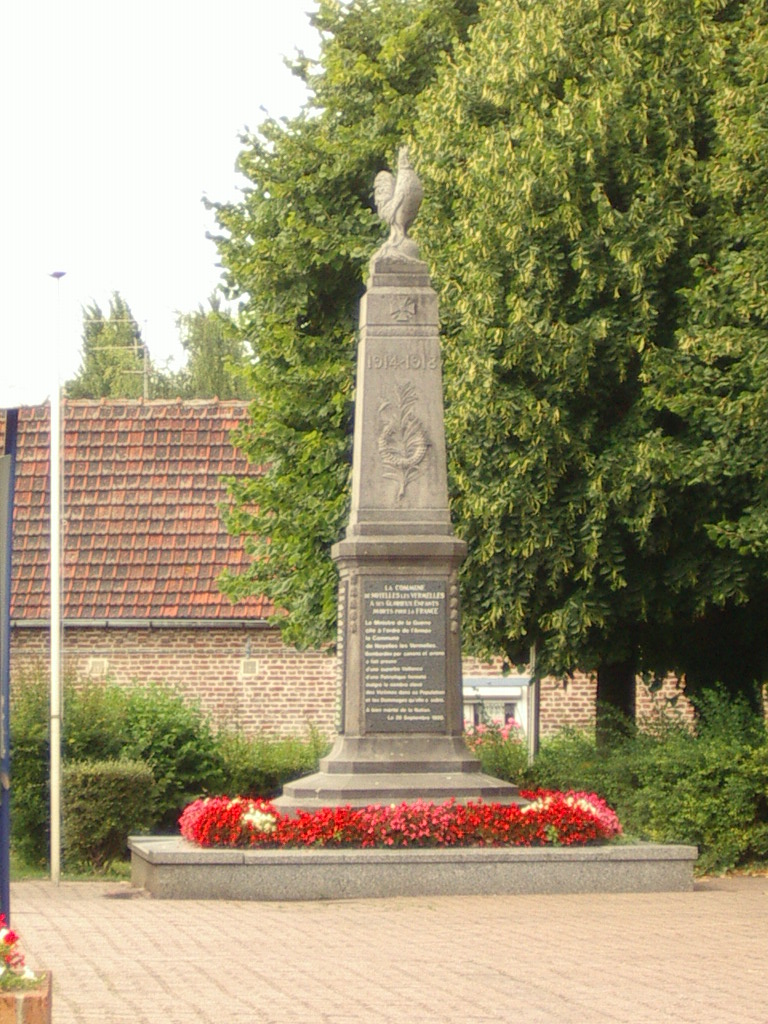
Le monument aux morts[38].
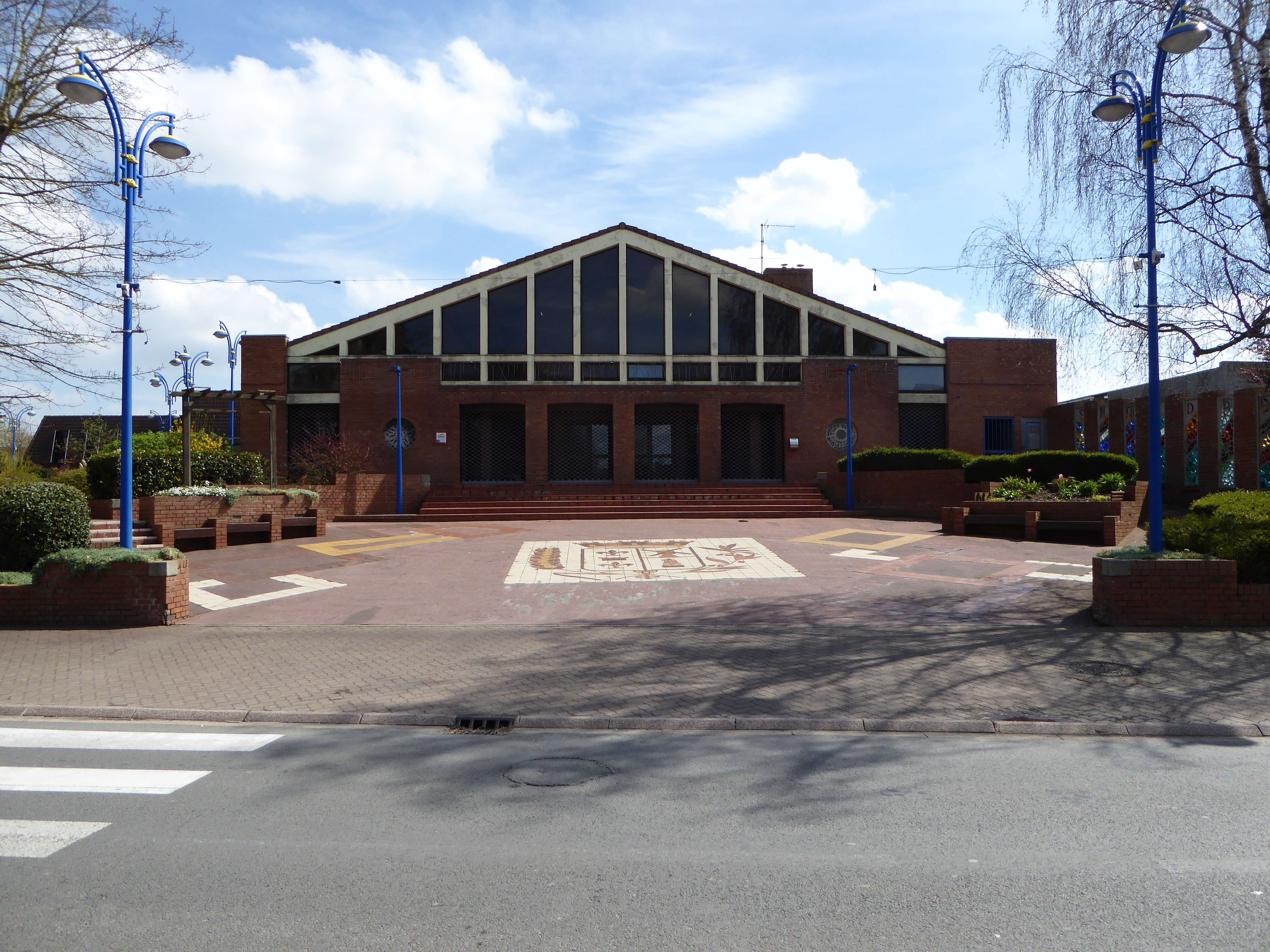
Le centre municipal polyvalent.

- L'église Saint-Vaast.
- Le monument aux morts.
- Le centre municipal polyvalent.

### Héraldique
| Blason de Noyelles-lès-Vermelles | Blason  | Parti : au 1er d'azur à la demie tour d'or, défaillante en pointe, accompagnée de deux fleurs de lis du même, l'une en chef, l'autre en pointe, au 2e coupé au I d'azur au moulin à vent de gueules, sur un pivot d'argent, essoré de sable, les ailes d'or, au II d'azur à la lampe de mineur d'or, ouverte du champ et allumée de gueule. Ornements extérieursCroix de guerre 1914-1918 |
| Blason de Noyelles-lès-Vermelles | Détails | Adopté par la municipalité en 1976. |

## Pour approfondir

#### Bases de données, dictionnaires et encyclopédies
- Ressources relatives à la géographie :   - Insee (communes)
  - Ldh/EHESS/Cassini
- Ressource relative à plusieurs domaines :   - Annuaire du service public français
- Notices d'autorité :   - VIAF
  - BnF (données)